# Lobektomia

Lobektomia płuca, schemat

Lobektomia (ang. lobectomy) – zabieg operacyjny polegający na wycięciu płata narządu (np. płuca)
Pierwszą w Polsce lobektomię wykonał lwowianin Tadeusz Ostrowski. 